# Paradelphomyia (Oxyrhiza) furcata
Paradelphomyia (Oxyrhiza) furcata is een tweevleugelige uit de familie steltmuggen (Limoniidae). De soort komt voor in het Oriëntaals gebied.